# Livio Marinelli
Livio Marinelli (Tivoli, 6 novembre 1984) è un arbitro di calcio e militare italiano.

## Biografia
È maresciallo dell'Esercito italiano, in forza al 7º Reggimento alpini; ha anche partecipato alla guerra in Afghanistan, impegnato in una missione di pace.

## Carriera
Ha iniziato ad arbitrare nel 2002, arrivando in Serie D nel 2008. Nel 2012 è passato in Lega Pro, dove è rimasto per quattro anni, nei quali ha diretto anche la finale della Coppa Italia Primavera 2015-2016, Juventus-Inter 0-1. Promosso in C.A.N. B nel 2016, il 1º luglio è stato insignito del Premio Presidenza AIA, in quanto arbitro effettivo particolarmente distintosi nel corso della stagione sportiva. Ha esordito nella serie cadetta il 27 agosto 2016, in occasione di Bari-Cittadella, terminata 1-2. Il debutto in Serie A è avvenuto il 25 ottobre 2017, nella partita Atalanta-Verona, vinta dal club lombardo per 3-0. Al termine della stagione 2019-20 vanta 4 partite in Serie A.
Il 1º settembre 2020 viene inserito nell'organico della CAN A-B, nata dall’accorpamento di CAN A e CAN B: dirigerà sia in Serie A che in Serie B. Nella stagione 2020-2021 viene designato in 6 partite del massimo campionato e per 10 in cadetteria.
Il 13 aprile 2022 esordisce in campo internazionale come arbitro, dirigendo il quarto di finale di ritorno della Coppa Nazionale di Cipro tra Omonia Nicosia-AEL Limassol, finito 0-0. Completano la squadra arbitrale assistenti arbitrali locali e il VAR italiano Michael Fabbri.
Il 30 e il 31 ottobre 2022 effettua una trasferta a Cipro insieme al collega Daniele Doveri per dirigere due partite del massimo campionato cipriota. In Apollon Limassol-APOEL Nicosia, finita 0-1, ha coadiuvato al VAR l'arbitro Doveri, mentre in Omonia Nicosia-Anorthosis Famagusta, finita 2-0, ha arbitrato con Doveri al VAR. In entrambe le partite hanno completato la squadra arbitrale assistenti arbitrali locali.
Il 5 aprile 2023, nell'ambito di una collaborazione tra l'AIA e la Federazione Cipriota, dirige Olympiakos Nicosia-AEL Limassol, gara delle fasi finali del massimo campionato di Cipro finita 0-0, coadiuvato da assistenti arbitrali locali e dal VAR italiano Marco Serra.
Il 5 luglio 2023 presso lo Stadio dell'Esercito sito nel Centro Sportivo Olimpico dell'Esercito arbitra la finale della prima edizione della Coppa Esercito, vinta 4-2 dal Comando Artiglieria Controaerei contro il Comando Logistico Esercito.
Il 21 settembre 2023 esordisce come arbitro internazionale, svolgendo il ruolo di quarto ufficiale in Zorya Luhansk-Gent (Conference League), finita 1-1, diretta da Daniele Chiffi.